# Neoxyphinus ornithogoblin
Neoxyphinus ornithogoblin – gatunek pająka z rodziny Oonopidae.

## Taksonomia
Gatunek ten opisany został po raz pierwszy w 2017 roku przez Níthomasa M. Feitosę i Alexandre Bragio Bonaldo na łamach „Zootaxa”. Jako lokalizację typową wskazano Fazenda Experimental da Universidade Federal do Amazonas w Manaus w brazylijskim stanie Amazonas. Epitet gatunkowy częściowo pochodzi od greckiego ὄρνῑθος (órnīthos), oznaczającego „ptak”, w nawiązaniu do kształtu szczytu embolusa przypominającego ptasią głowę.

## Morfologia
Holotypowy samiec ma 1,46 mm, a paratypowa samica 1,68 mm długości ciała. Karapaks jest jajowaty w zarysie, o lekko wyniesionej części głowowej, tępo ząbkowany na krawędziach bocznych i pozbawiony kolców na powierzchniach tylno-bocznych. Jego ubarwienie jest pomarańczowobrązowe, u samicy z ciemniejszymi brzegami. Kolor szczękoczułków, szczęki i wargi dolnej jest pomarańczowobrązowy. Pomarańczowobrązowe, tak długie jak szerokie sternum u samicy jest pozbawione dołków, a u samca ma dołki niewyraźne. Łącznik jest długi, rurkowaty. Odnóża są pomarańczowobrązowe. Opistosoma (odwłok) u samca ma jasnopomarańczowe, w przedniej części pozbawione ząbków skutum grzbietowe oraz pomarańczowobrązowe skutum epigastryczne i postepigastryczne. 
Genitalia samicy cechują się płytką płciową o bardzo dużym przedsionku z krawędzią przednią prostą w widoku grzbietowym. Nogogłaszczki samca są w całości żółte, wyposażone w jasny, bardzo długi, osiągający ⅓ długości bulbusa, wierzchołkowo skierowany embolus z niewielkimi, przednio-brzusznie zwróconymi wyrostkami, ale bez wyrostka nasadowego. 

## Rozprzestrzenienie
Pająk neotropikalny, endemiczny dla Brazylii, znany tylko ze stanu Amazonas. 